# Parafia św. Stanisława Kostki w Doruchowie
Parafia Świętego Stanisława Kostki w Doruchowie – parafia rzymskokatolicka należąca do dekanatu Ostrzeszów diecezji kaliskiej. Została utworzona w 1415. Mieści się przy ulicy Kościelnej. Prowadzą ją księża diecezjalni.